# Метростанция „Софийска Света гора“
Метростанция „Софийска Света гора“ е станция от линия М4 на Софийското метро, въведена в експлоатация на 2 април 2015 г.

## Местоположение
Метростанция „Софийска Света гора“ е разположена в промишлена зона „Гара Искър", северно от кръстовището на ул. „Неделчо Бончев" и ул. „Подпоручик Йордан Тодоров" и завършва до кръстовището на ул. „Подпоручик Йордан Тодоров" и ул. „Подполковник Васил Златарев". Станцията има два вход/изхода – за всеки вестибюл е изграден отделен вход/изход.
| № | Име на вход/изход               | Достъпност          |
| - | ------------------------------- | ------------------- |
| 1 | ул. Подполковник Васил Златарев | ескалатор, асансьор |
| 2 | ул. Подпоручик Йордан Тодоров   | ескалатор, асансьор |

## Архитектурно оформление
Архитектурният проект е на ателие „Серафимови“. Станцията е надземна, на „мостова" конструкция, като носещите конструктивни елементи са разположени в площта между двете платна на улицата. Специфичното ситуационно решение на метростанцията налага достъпа на посетителите до пероните да се реализира чрез пасарелки над уличните платна, по една за всеки перон. По тази причина за всеки един от двата перона е реализиран вестибюл, разположен на покритата и остъклена пасарелка. Общата дължина на метростанцията е 115 m.

## Връзки с градския транспорт

### Автобусни линии
Метростанция „Софийска Света гора“ се обслужва от 1 автобусна линия от дневния градски транспорт:
- Автобусни линии от дневния транспорт: 10